# Gary Bettman
Gary Bruce Bettman (ur. 2 czerwca 1952 roku w Nowym Jorku) – amerykański prawnik, komisarz ligi NHL. 
Otrzymał doktorat z prawa na Uniwersytecie Nowojorskim. Od 1981 był asystentem w radzie naczelnej NBA. Przyczynił się do zwiększenia w NBA salary cap. Był rekomendowany na wolne stanowisko komisarza NHL przez Davida Sterna. 1 lutego 1993 został pierwszym komisarzem NHL. W 1998 po rozmowach z MKOL przerwał rozgrywki, aby zawodnicy mogli wziąć udział w Igrzyskach olimpijskich w Nagano.
W 2018 przyjęty do Hockey Hall of Fame.